# BMW 600

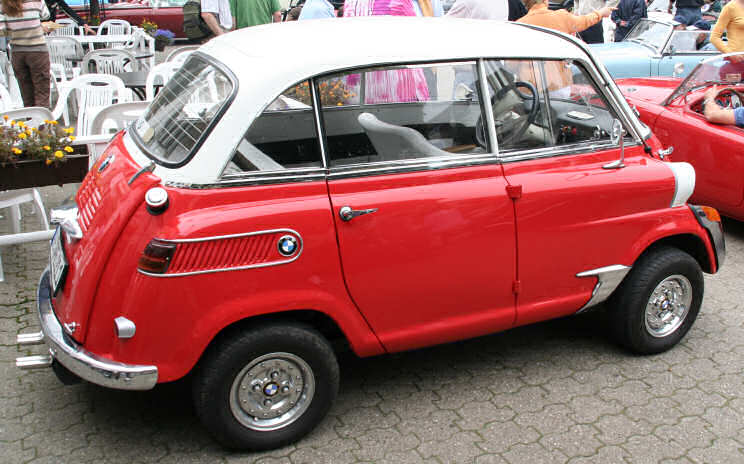
Der BMW 600 hat nur hinten rechts eine Tür für die Fondpassagiere.

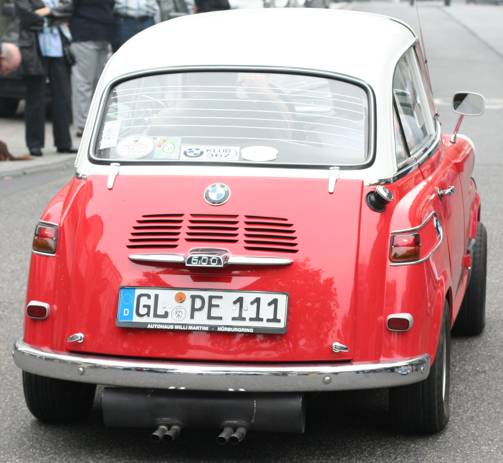
Heckansicht des BMW 600
(Auspuff und Räder nicht serienmäßig)

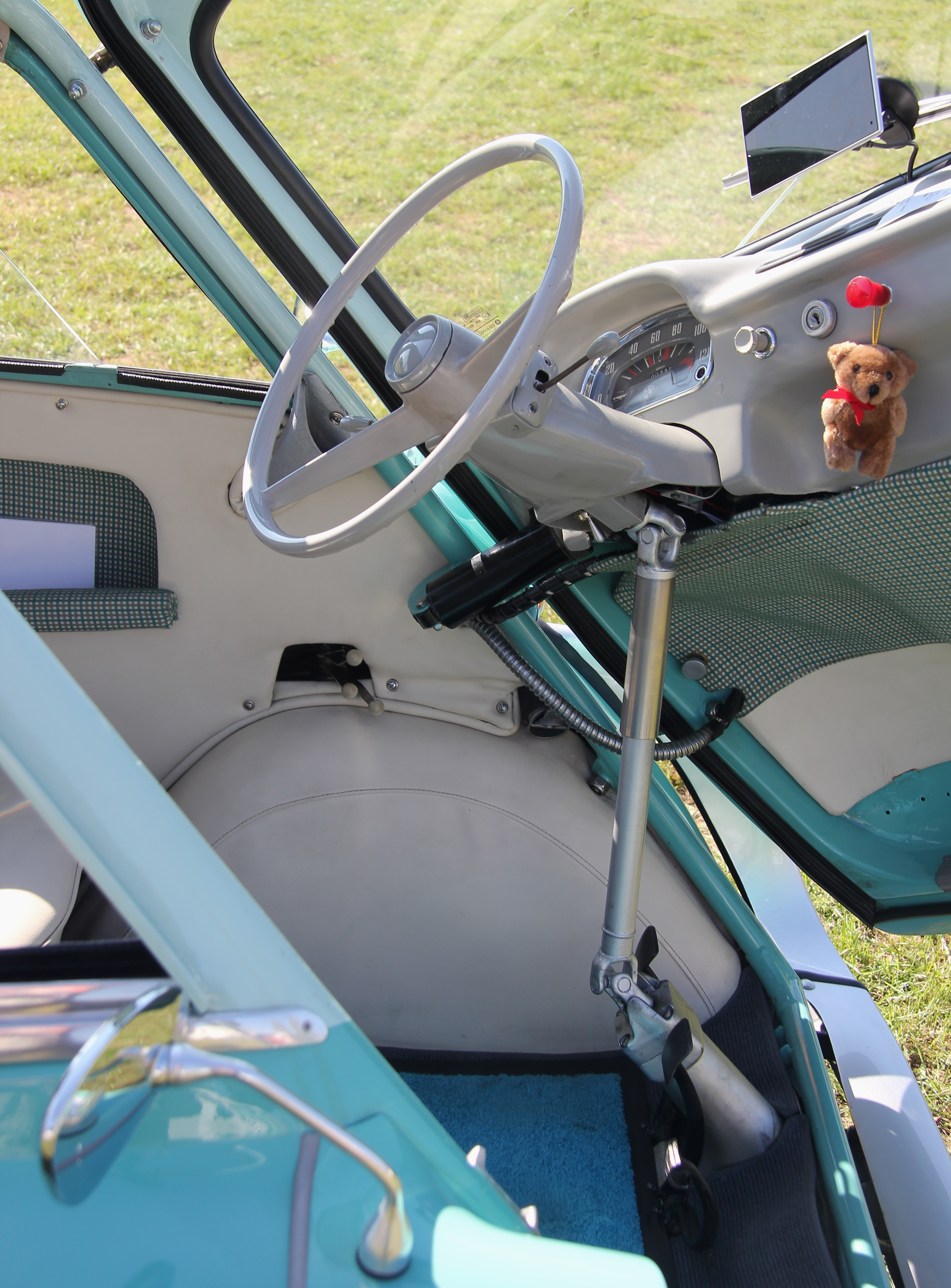
Lenksäule bei offener Tür

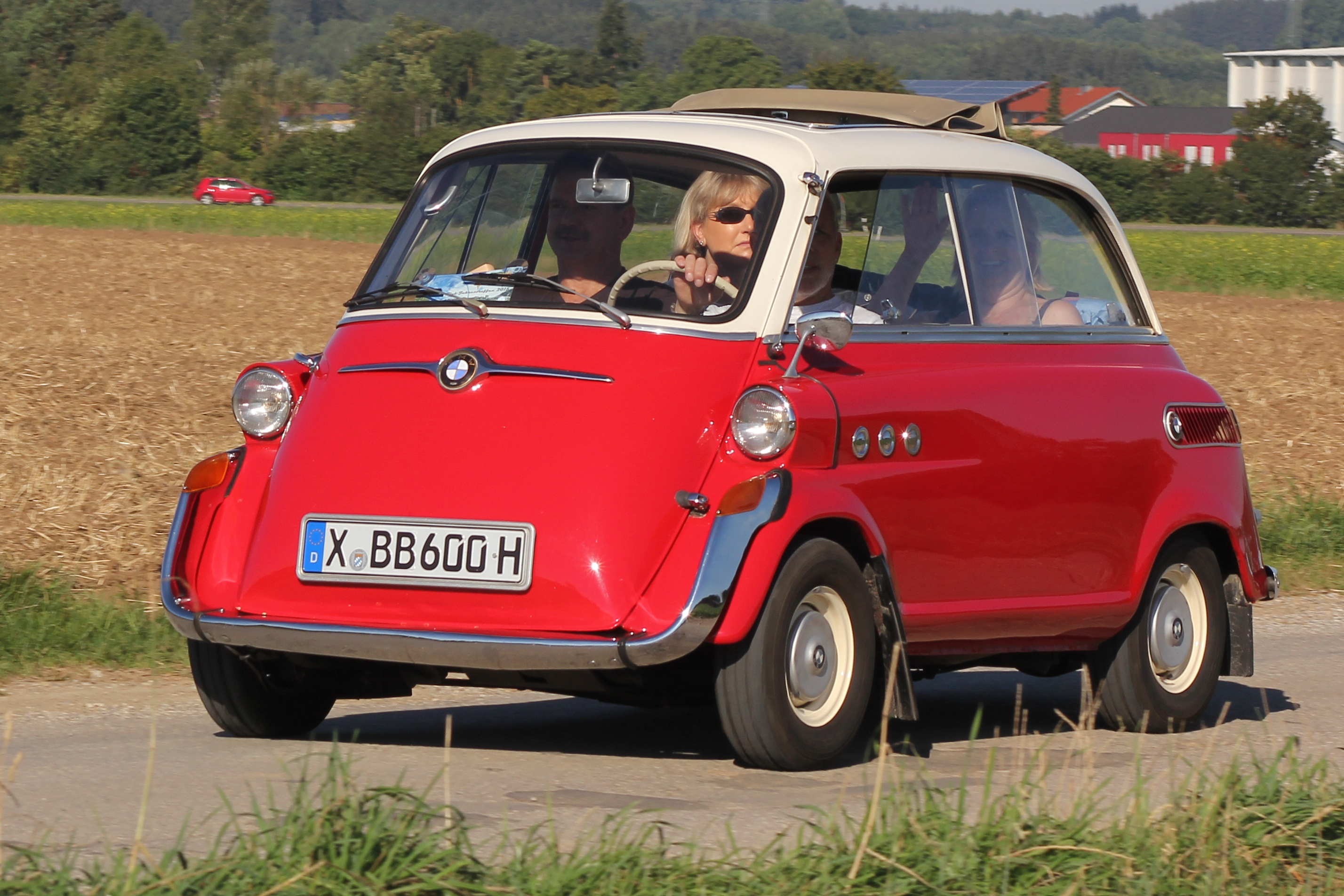
BMW 600 mit Faltschiebedach

Der BMW 600 war ein nach dem Vorbild der BMW Isetta entwickelter viersitziger Kleinwagen (nach heutiger Definition Kleinstwagen) der Bayerischen Motoren Werke. Zum Einstieg hatte er eine Fronttür und hinten rechts eine seitliche Tür. Die Motorkonstruktion ging weitgehend auf die Motorrad-Boxermotoren von BMW zurück, jedoch waren die Wagenmotoren kurzhubiger ausgelegt und mit einem Drosselklappenvergaser ausgestattet. Gebaut wurde das Fahrzeug von Dezember 1957 bis November 1959. Der BMW 700 mit längerem Radstand, seitlichen Türen und selbsttragender Karosserie ersetzte den BMW 600.

## Geschichte
BMW entwickelte auf der Basis der Isetta bereits 1956 Prototypen für den Bau eines viersitzigen Fahrzeugs mit Fronteinstieg und neuer Hinterachse sowie luftgekühltem Boxermotor. Einer hatte noch ein Faltdach wie die Isetta und freistehende Scheinwerfer; die seitliche Tür fehlte. Als Bezeichnung des Wagens kam vorübergehend der Name der Vorkriegsbaureihe „Dixi“ in die engere Auswahl.
Zwei Jahre nach der Einführung der Isetta stellte BMW den BMW 600 am 27. August 1957 in Feldafing am Starnberger See geladenen Pressevertretern vor.

## Motor und Getriebe
Der luftgekühlte Zweizylinderboxermotor mit durch Stirnräder angetriebener zentraler Nockenwelle und V-förmig hängenden Ventilen ist längs hinter der Hinterachse eingebaut. Das Kühlgebläse liegt hinter dem Motor und wird unmittelbar von der Kurbelwelle angetrieben, darüber sitzt der Luftfilter. Das Getriebe mit mechanisch betätigter Einscheibentrockenkupplung und Differenzial ist vorn am Motor angeflanscht. Es hat Mittelschaltung, vier synchronisierte Vorwärtsgänge und einen Rückwärtsgang. Die Hinterräder werden über zwei Wellen mit jeweils zwei Gummigelenken (Hardyscheiben) angetrieben.

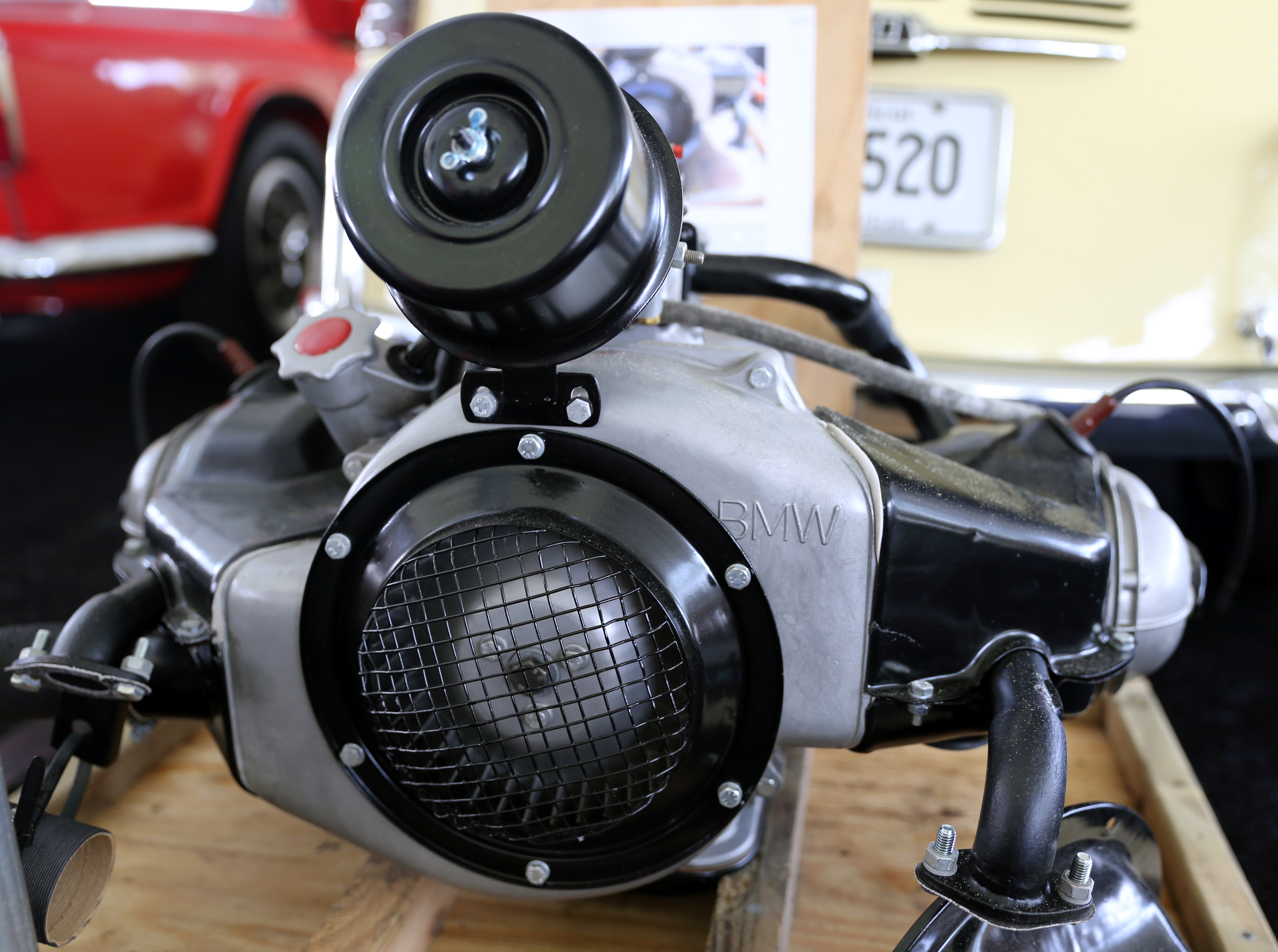
Motor des BMW 600
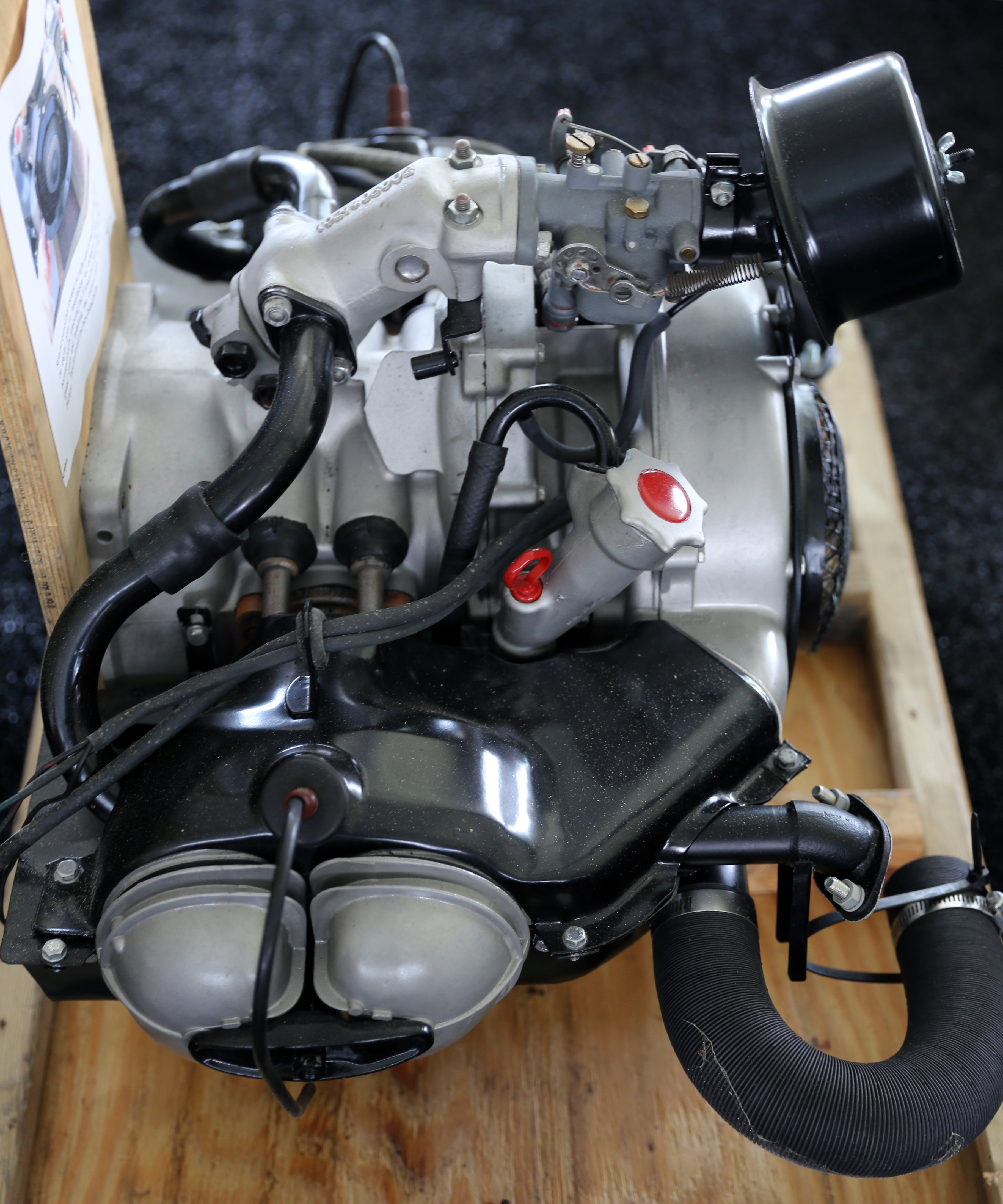
Motor, schräg von oben

## Fahrwerk und Aufbau
Der BMW 600 hat einen Kastenrahmen aus längs liegenden Vierkantstahlrohren. Die Räder sind vorn an jeweils einer geschobenen Schwinge nach Art einer Dubonnet-Federung (zum Lenken wird die ganze Schwinge gedreht und nicht nur der Radträger) und hinten an breit gelagerten dreiecksförmigen gezogenen Längsschwingen aufgehängt. Die Federung besteht aus Schraubenfedern mit Teleskopstoßdämpfern an allen Rädern und zusätzlichen Dämpferelementen aus Gummi hinten.
Die Karosserie ist ein geschlossener Ganzstahlaufbau (auf Wunsch mit Faltschiebedach) mit nach links öffnender Fronttür und einer vorn angeschlagenen rechten hinteren Seitentür. Lenkrad und Armaturenbrett schwenken beim Öffnen der Fronttür nach außen. Hinter einer Abdeckung ist innen in der Fronttür das Reserverad untergebracht. Der Tank ist über dem Motor eingebaut.
Vorn und hinten hat der Wagen eine Sitzbank für jeweils zwei Personen. Der Platz auf den Rücksitzen wurde in einem zeitgenössischen Testbericht als großzügig bezeichnet, laut Paul Simsa in auto, motor und sport „mehr als bei üblichen zweitürigen Kleinwagen“. Die Gepäckablage hinter dem Rücksitz ist allerdings mit laut Werksangabe 100 Liter Fassungsvermögen sehr klein. Zur Vergrößerung lässt sich die Sitzlehne vorklappen oder der ganze Rücksitz ausbauen.

## Fahrzeugdaten
| BMW 600                    | Daten*                                                                            |
| -------------------------- | --------------------------------------------------------------------------------- |
| Motor:                     | 2-Zylinder-Boxermotor (Viertakt) im Heck                                          |
| Hubraum:                   | 585 cm³                                                                           |
| Bohrung × Hub:             | 74 × 68 mm                                                                        |
| Leistung:                  | 14,4 kW (19,5 PS) bei 4500/min                                                    |
| Maximales Drehmoment:      | 38 Nm (3,9 mkp) bei 2800/min                                                      |
| Vergaser:                  | 1 Flachstromvergaser Zenith 28 KLP 1                                              |
| Verdichtung:               | 6,8 : 1                                                                           |
| Ventilsteuerung:           | OHV (untenliegende Nockenwelle (über der Kurbelwelle), Stoßstangen und Kipphebel) |
| Kühlung:                   | Luft (Gebläse)                                                                    |
| Elektrische Anlage:        | 12 V Kurbelwellen-Startgenerator (Bosch Dynastart)                                |
| Getriebe:                  | Viergang mit Rückwärtsgang                                                        |
| Radaufhängung vorn:        | geschobene Längsschwingen                                                         |
| Radaufhängung hinten:      | breitgelagerte gezogene Längsschwingen, in Gummi gelagert                         |
| Federung:                  | Schraubenfedern                                                                   |
| Lenkung:                   | Spindellenkung, Spurstange ungeteilt                                              |
| Bremsen:                   | Trommelbremsen, hydraulisch betätigt, Ø 180 mm, Bremsfläche 432 cm²               |
| Karosserie:                | Stahlrohrrahmen mit Ganzstahlkarosserie                                           |
| Spurweite vorn/hinten:     | 1220/1160 mm                                                                      |
| Radstand:                  | 1700 mm                                                                           |
| Reifengröße:               | 5.20–10″                                                                          |
| Maße L × B × H:            | 2900 mm × 1400 mm × 1375 mm                                                       |
| Leergewicht (ohne Fahrer): | 550 kg (Werksangabe: 560 kg)                                                      |
| Höchstgeschwindigkeit:     | 103 km/h (Werksangabe: 100 km/h)                                                  |
| Preis:                     | 3985 DM                                                                           |

* Zur Markteinführung wurden von BMW teilweise geringfügig andere Werte mitgeteilt.

## Statistik

### Produktionszahlen
| Jahr    | 1957 | 1958   | 1959  | Summe  | Summe laut BMW Classic |
| ------- | ---- | ------ | ----- | ------ | ---------------------- |
| BMW 600 | 327  | 27.185 | 6.799 | 34.311 | 34.813                 |

### Zulassungszahlen
Das Fahrzeug wurde 34.813 Mal produziert und im Inland 25.694 verkauft. Die restlichen 9.119 produzierten Fahrzeuge gingen in den Export.
| Jahr                                                         |      |  | Stück  |        |
| 1957                                                         | 1957 |  | 14     | 14     |
| 1958                                                         | 1958 |  | 19.399 | 19.399 |
| 1959                                                         | 1959 |  | 9.750  | 9.750  |
| 1960                                                         | 1960 |  | 531    | 531    |
| Neufahrzeugzulassungen in der Bundesrepublik und West-Berlin |      |  |        |        |

## Bewertungen
Das Fahrzeug („große Isetta“) zeichnete sich laut zeitgenössischen Testberichten durch gute Verarbeitung und eine hervorragende Straßenlage aus. Technisch fortschrittlich waren das vollsynchronisierte Getriebe und das asymmetrische Abblendlicht – beides gab es an deutschen Kleinwagen bis dahin nicht. Wegen seiner eigenwilligen, platzsparenden Konzeption mit Fronttür und nur einer Seitentür für die rückwärtigen Plätze fand der BMW 600 jedoch verhältnismäßig wenig Käufer. Ein weiterer Grund für die geringe Verkaufszahl lag wahrscheinlich darin, dass der Wagen mit 3985 DM fast genauso viel kostete wie ein VW Standard. Der VW bot mehr Platz für Personen und Gepäck, der BMW 600 hatte nur eine kleine Ablagemulde hinter dem Rücksitz. 34.813 Exemplare wurden in der knapp zweijährigen Bauzeit hergestellt. Auf Wunsch war das Fahrzeug mit dem Kupplungsautomaten Saxomat lieferbar, einer Annehmlichkeit, die jedoch kaum Zuspruch beim Käufer fand.
4020 Fahrzeuge in einer Sonderausführung für den Export nach Übersee wurden mit Stoßfängerbügeln und Sealed-Beam-Scheinwerfern ausgerüstet.